# Clathrina gardineri
Clathrina gardineri är en svampdjursart som först beskrevs av Arthur Dendy 1913.  Clathrina gardineri ingår i släktet Clathrina och familjen Clathrinidae. Inga underarter finns listade i Catalogue of Life.